# Derwin Jordan
Derwin Jordan – kanadyjski aktor filmowy i telewizyjny. Przed rozpoczęciem kariery filmowej, występował na deskach teatrów w Toronto.

## Wybrana filmografia
- 2007: Kości (występ gościnny)
- 2002: Mutant X (występ gościnny)
- 2002: Queer as Folk (występ gościnny)
- 2001: Jason X – Waylander
- 2001: Nauczyciel z przedmieścia – Scout